# Groote Keijser

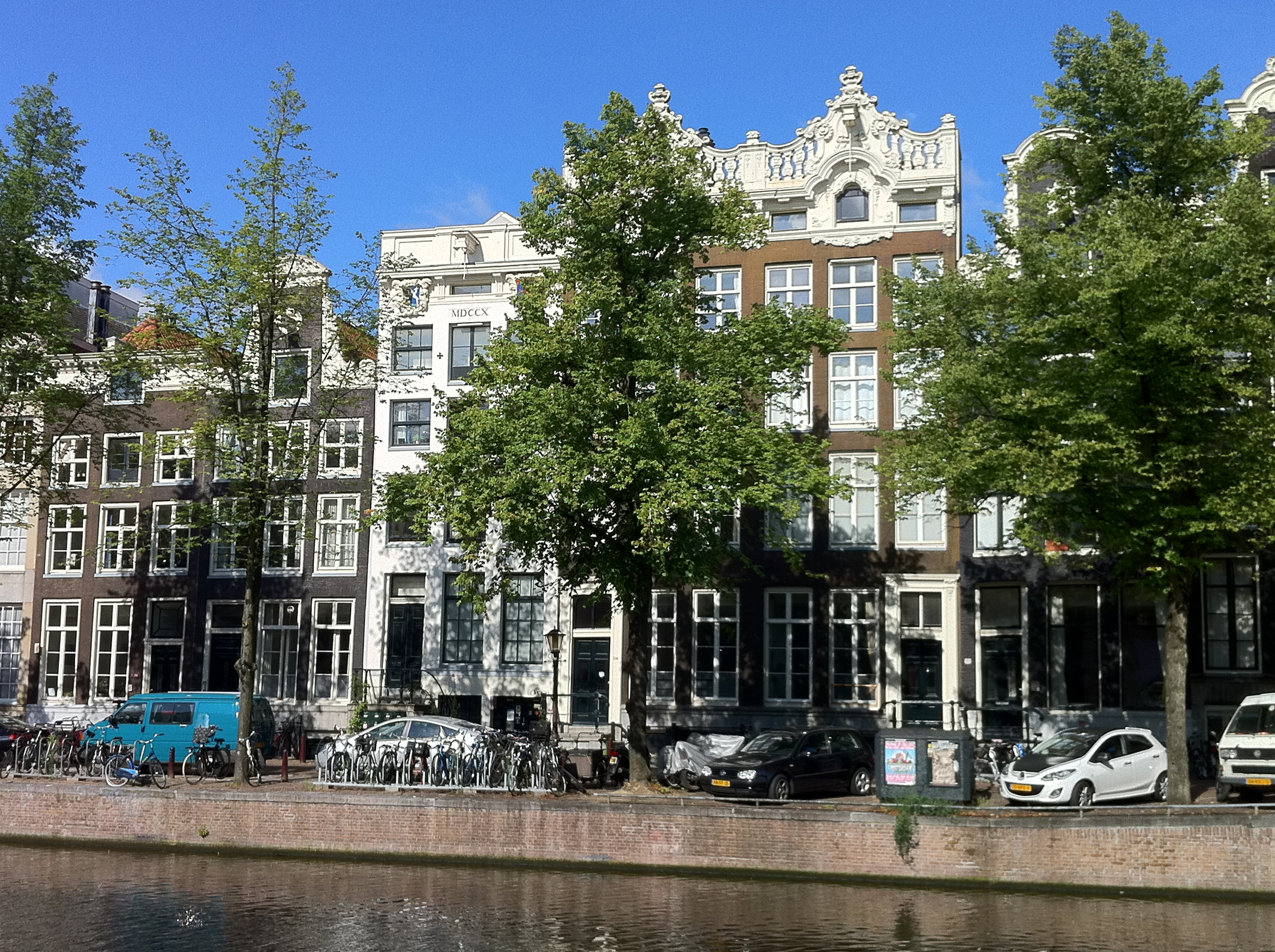
Sociale woningbouw aan de gracht na de kraak in 1978

De Groote Keijser was de verzamelnaam voor een zestal panden aan de Amsterdamse Keizersgracht, met de huisnummers 242 tot 252. De panden zijn gebouwd tussen 1620 en 1730 en hebben de status van rijksmonument.
Eind jaren zeventig en begin jaren tachtig van de 20e eeuw kregen de panden landelijke bekendheid als bolwerk van de kraakbeweging in Amsterdam. De schrijfwijze van het kraakpand de Groote Keijser was ook wel Groote Keijzer, Groote Keyzer of Groote Keyser.

## Bouw

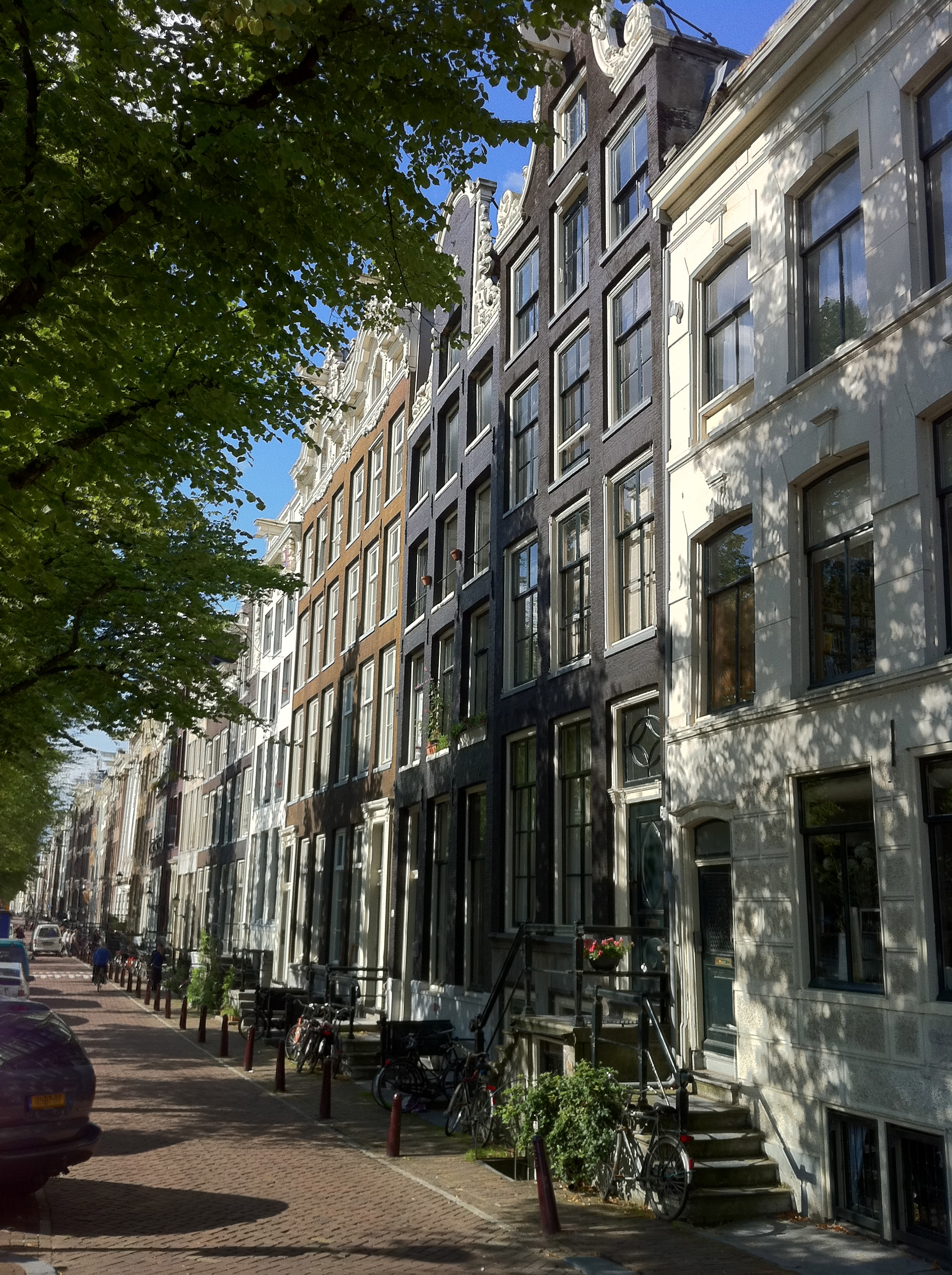
De Groote Keijser was in 1979-1980 verbouwd tot een onneembare vesting

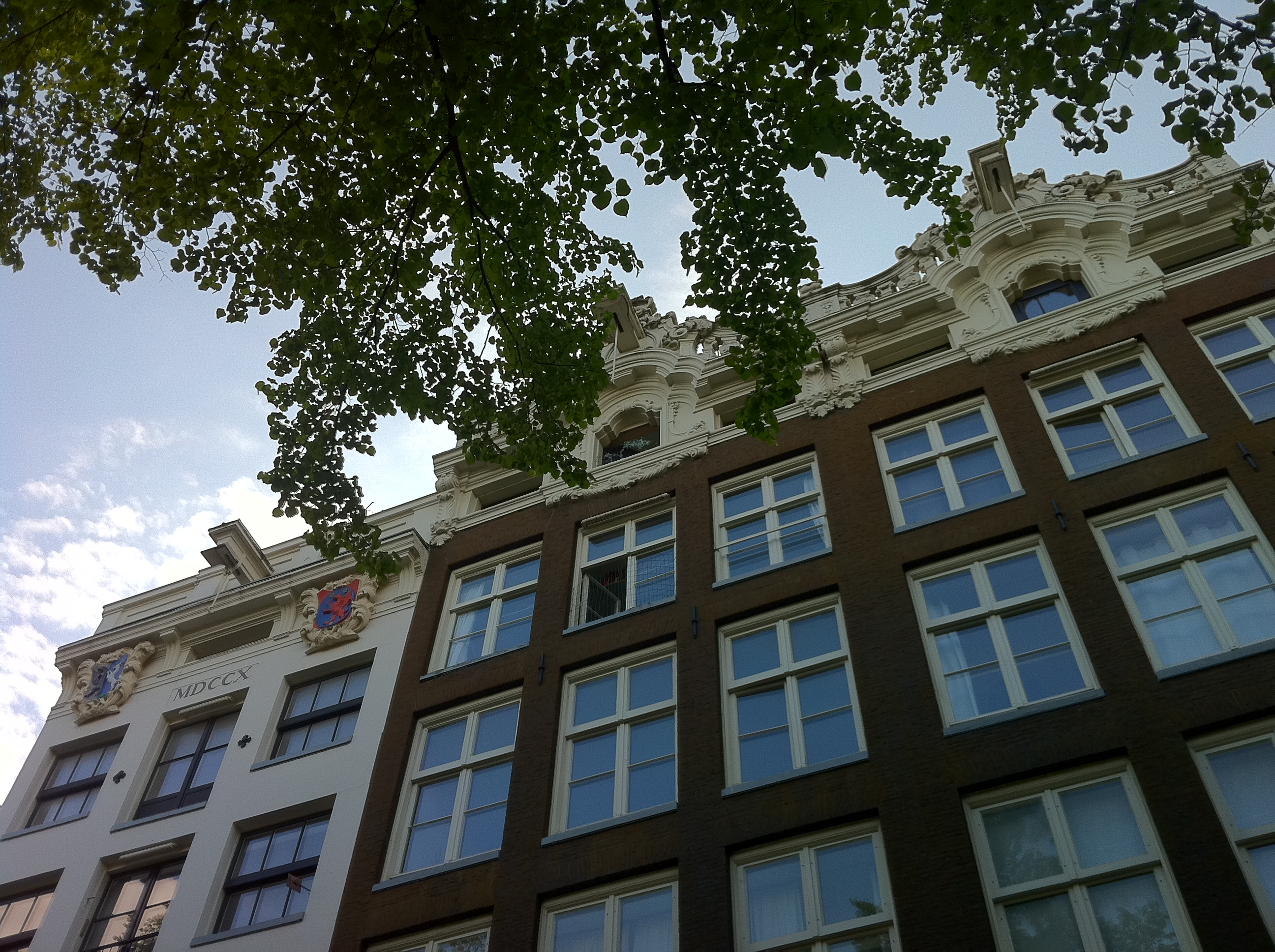
Getoogde kroonlijsten op de nummers 244 en 246

Nummer 252 is het oudste pand, dat is gebouwd in de 17e eeuw. In 1621 verkochten Sijmon Schaep en Frans Jacobsz Hinloopen het huis aan Philip Messu en Cornelis Schellinger de Jonge. Omstreeks 1715 werd het woonhuis vernieuwd voor Jasper Voogt. In 1880 was er het kantoor van notarissen Richard. De gevel van dit pand werd in de 19e eeuw geheel gewijzigd. De halsgevel werd verwijderd en er werd een kroonlijst opgezet met een zogenoemde tandlijstvulling. Hierdoor is dit het enige pand dat niet in zijn geheel een Nederlands monument is.
De nummers 244 en 246 werden omstreeks 1730 in deze vorm samen gebouwd voor de heer Constantijn Cornelis de Wilhelm. Deze panden hebben beiden identieke gevels met een getoogde kroonlijst. Op de nummers 244, 246 en 248 waren vanaf de 17e eeuw suikerbakkerijen gevestigd, waarmee in vroeger tijden vooral een soort banketbakkerij of snoepgoedfabriek werd aangeduid. Nummer 246 heette ten minste in 1666 al 'Het Suijkervat'. In 1781 was notaris Salomon Dorper eigenaar en bewoner van 246, in 1880 werd het huis nog altijd door de familie Dorper bewoond. Het 5.60 meter brede woonhuis aan nummer 250 is omstreeks 1698 gebouwd voor Johannes Schaep. Het bouwerf was in 1615 van Sijmon Schaep en het huis erop genaamd 'het vergulde spoor en de Indiaen' of 'daar De Indiaen uithing' behoorde in 1644 toe aan Casper Boon. Ook nummer 252 werd rond 1698 vernieuwd, voor Everhard van Ruitenbeek.

## Kraak, dreigende ontruiming en aankoop
Tot 1978 waren de panden in gebruik als kantoor van de Technische Unie. De Technische Unie werd in 1880 opgericht en handelde vanaf de Keizersgracht. In de loop van deze eeuw groeide de technische groothandel hard en had het bedrijf herhaaldelijk meer ruimte nodig. Daartoe kocht het enkele keren de aangrenzende panden aan de Keizersgracht op en huurde die aan de nabij- en achterliggende Prinsengracht. In 1969 werd de Technische Unie onderdeel van de Overzeese Gas- en Elektriciteitsmaatschappij N.V. (OGEM). Begin 1978 verhuisde het centraal kantoor van de Technische Unie naar Amstelveen. Op 1 november 1978 werden de panden gekraakt. Het kraken van de Groote Keijser was samen met de ontruiming in de Vondelstraat, de kraak van het Algemeen Handelsbladgebouw en de ontruiming van de Lucky Luyk een van de belangrijkste gebeurtenissen in de geschiedenis van de kraakbeweging in de jaren zeventig en tachtig.

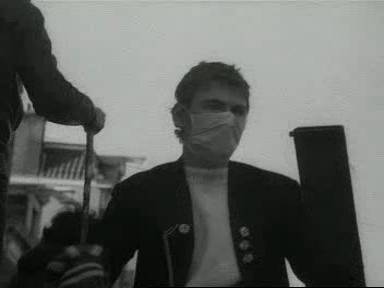
Radicalisering van de verhouding tussen krakers en overheid in 1980

Aanvankelijk leek de kwestie rondom de Groote Keijser een verharding van het conflict tussen krakers, gemeente en huiseigenaren. Met de leus 'wij gaan er niet uit' werd het pand de inzet van een politieke strijd met de gemeente. De gevolgen waren al snel zichtbaar. Doordat alle ramen en deuren van het pand dichtgelast waren, werd het pand onleefbaar.
De OGEM probeerde de panden via de dochteronderneming Trommel Vastgoed zo snel mogelijk te verkopen. Dit verliep niet voorspoedig. Er kwamen wel een aantal kandidaat-kopers in beeld, zoals uitgever Willi Leon en de Chinese Middle East Real Estate and Investment Company.

## Projectontwikkelaar of speculant

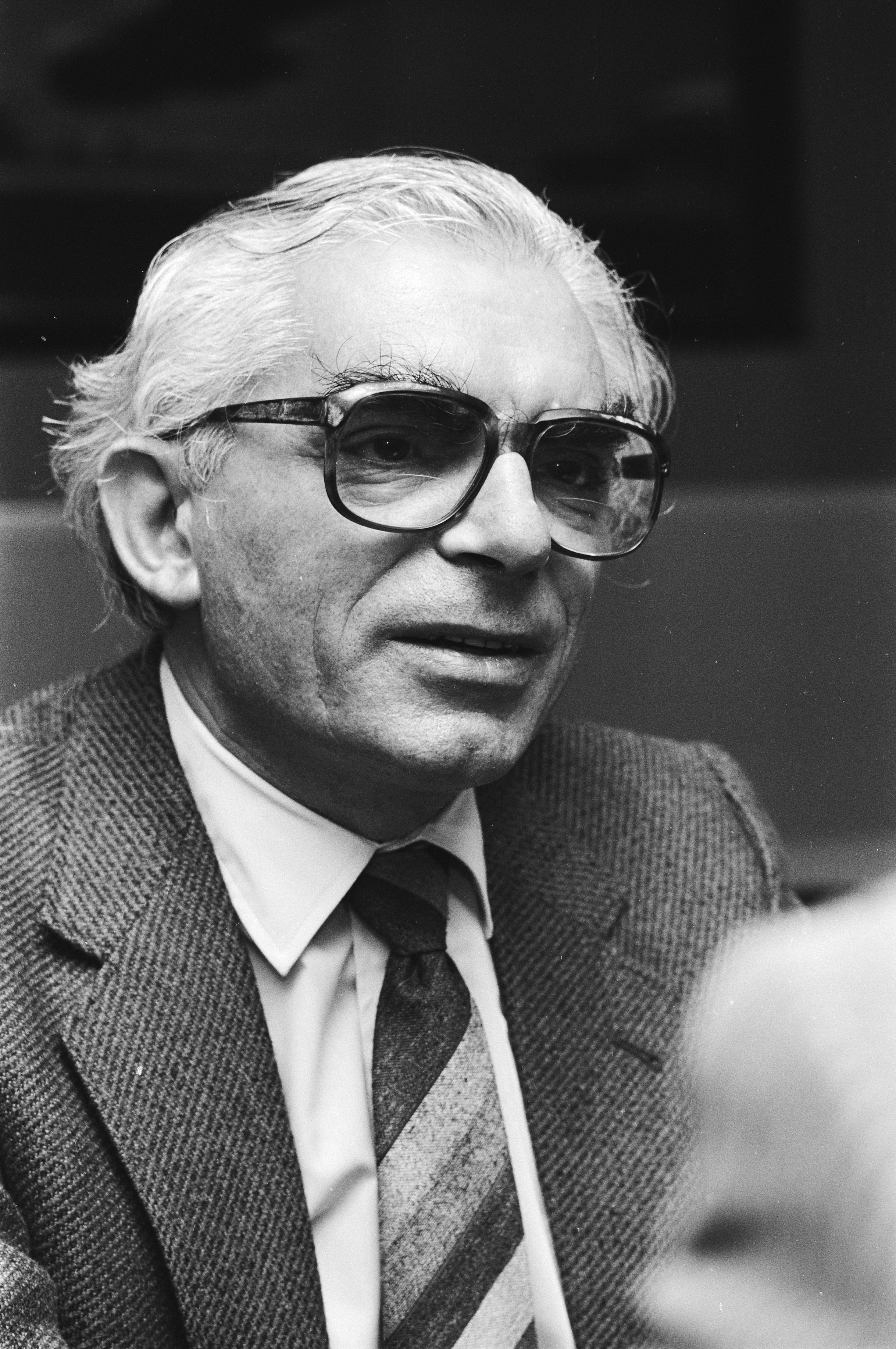
In 1979 raakte de verstoring van een gemeenteraadsvergadering een zeer gevoelige snaar bij burgemeester Polak, die sterk geloofde in de democratie

De panden werden uiteindelijk in september 1979 verkocht aan Beerents Beheer BV van projectontwikkelaar P.J.M. Beerents, hoewel deze volgens sommigen slechts speculant was. Beerents had, op papier, 3,2 miljoen gulden betaald voor de panden. De rechter sprak op 25 oktober 1979 een ontruimingsvonnis uit, waarin werd vastgelegd dat de krakers het pand uiterlijk een maand later, op 26 november, dienden te ontruimen. De harde kern van de kraakbeweging besloot daarop dat er actief weerstand zou worden geboden. Deuren en ramen werden dichtgelast en gebarricadeerd met metalen platen en balken. De krakers veranderden het kantoorcomplex in een heus fort, waardoor het zelfs voor krakers onbewoonbaar werd. Een munitiekamer werd ingericht met 'knalaardappelen', rookbommen en molotovcocktails. Op het dak werd door de krakers wacht gehouden. Van de Groote Keijser ging dreiging uit, zozeer zelfs dat burgemeester Polak vreesde voor dodelijke slachtoffers in geval van een ontruiming. De ontruimingsdatum ging voorbij zonder confrontatie met de politie en van uitstel kwam afstel.
Op 19 december 1979 werd als protest tegen ontruiming de raadszaal van de Gemeente Amsterdam door krakers en sympathisanten bezet. Er werden rookbommen gegooid en burgemeester Wim Polak zei dat "juist dit soort dingen in de jaren twintig en dertig heeft geleid tot dictatuur".
De eigenaar schakelde eind 1979 de deurwaarder in. Deze verzocht vervolgens de politie om hulp bij ontruiming. Burgemeester Polak weigerde echter op 16 januari 1980 politieassistentie waardoor een ingewikkelde juridische situatie ontstond. Dezelfde dag schreef burgemeester Polak een brief aan de krakers in een poging om tot een overleg te komen. Het bleek dat de gemeente de panden wilde aankopen om zo een gewelddadig conflict uit de weg te gaan.

## Radio de Vrije Keijser
Op 13 januari 1980 startte een illegaal radiostation onder de naam Radio de Groote Keijser, later omgedoopt tot Radio de Vrije Keijser, haar uitzendingen vanuit het pand. Deze zender werd een spreekbuis voor krakers en sympathisanten.

## Onderhandelingen

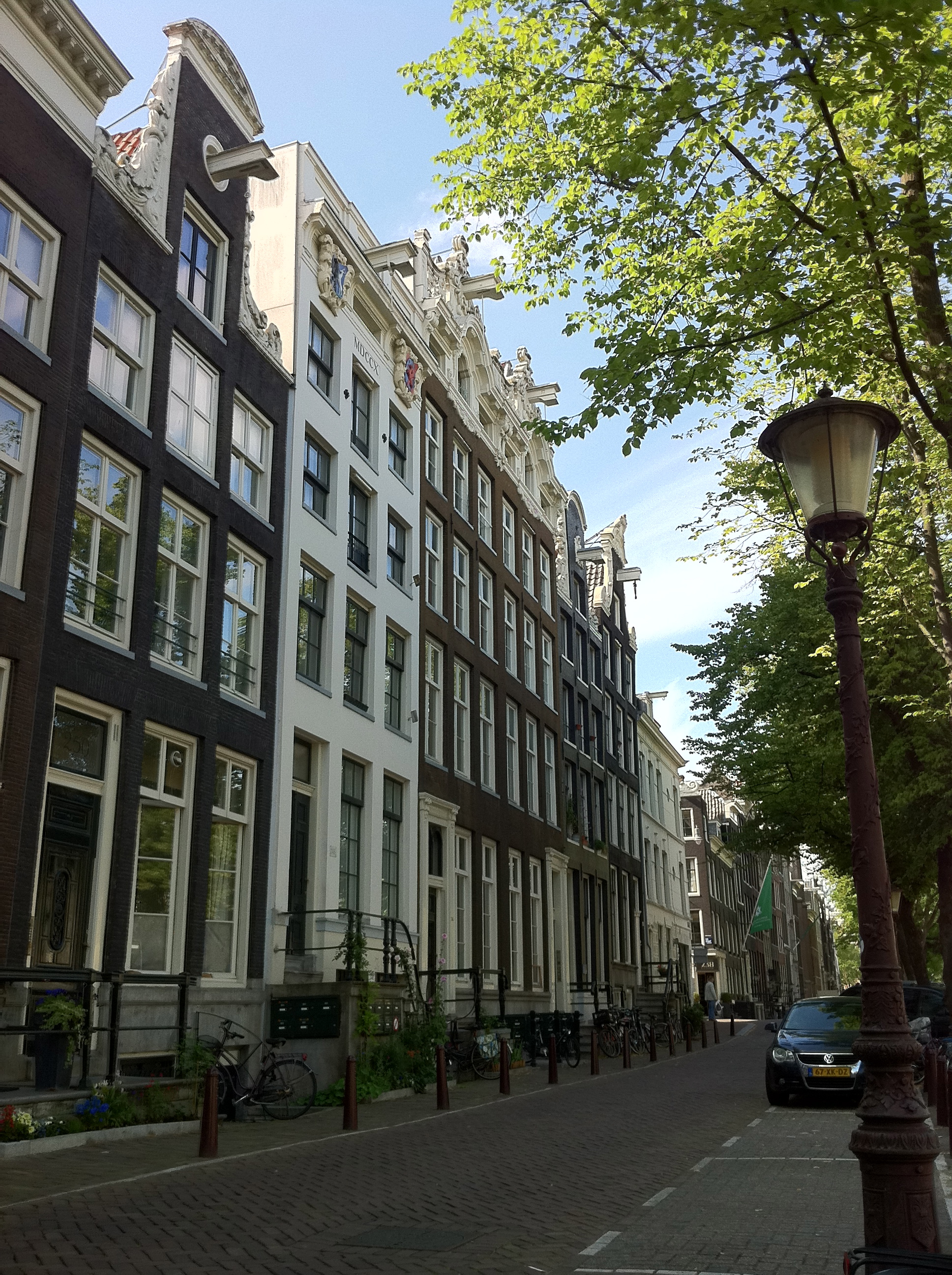
De Groote Keijser in de zomer van 2011

De onderhandelingen met de gemeente maakten pijnlijk duidelijk dat de kraakbeweging grote moeite had om de maatschappelijke druk te verzilveren die alle acties hadden opgeleverd. Om een gerespecteerde onderhandelingspartner van de gemeente te worden, moest het 'eigene' van de beweging ontkend worden. De kraakbeweging bleek een losse verzameling individuen zonder gemeenschappelijke agenda, structuur of strategie, waardoor niemand in staat bleek om namens de beweging afspraken met de gemeente te maken. Het aanbod alleen al van onderhandelingen door de gemeente werkte al als een splijtzwam in de kringen van de krakers. Een deel van de krakers ging toch in onderhandeling en uiteindelijk kocht de gemeente het pand op 30 november 1980 van Beerents voor 1,8 miljoen gulden. Vervolgafspraken over de bewoning, de huurprijs en het beheer bleken echter niet te maken.
Na de overdracht van de Groote Keijser bleek bovendien dat de weinige afspraken die wel waren gemaakt, nauwelijks waarde hadden. De gemeente had slechts twee voorwaarden gesteld, namelijk dat er geen geweld meer zou worden gebruikt en dat Radio de Vrije Keyser uit de lucht gehaald werd. Maar juist die zender had een grote waarde voor de meerderheid van de krakers. De gang van zaken rond de overdracht van de Groote Keijser leidde er uiteindelijk toe dat de beweging uiteenviel in verschillende kampen die elkaar vijandig gezind waren.

## Eigendom en gebruik

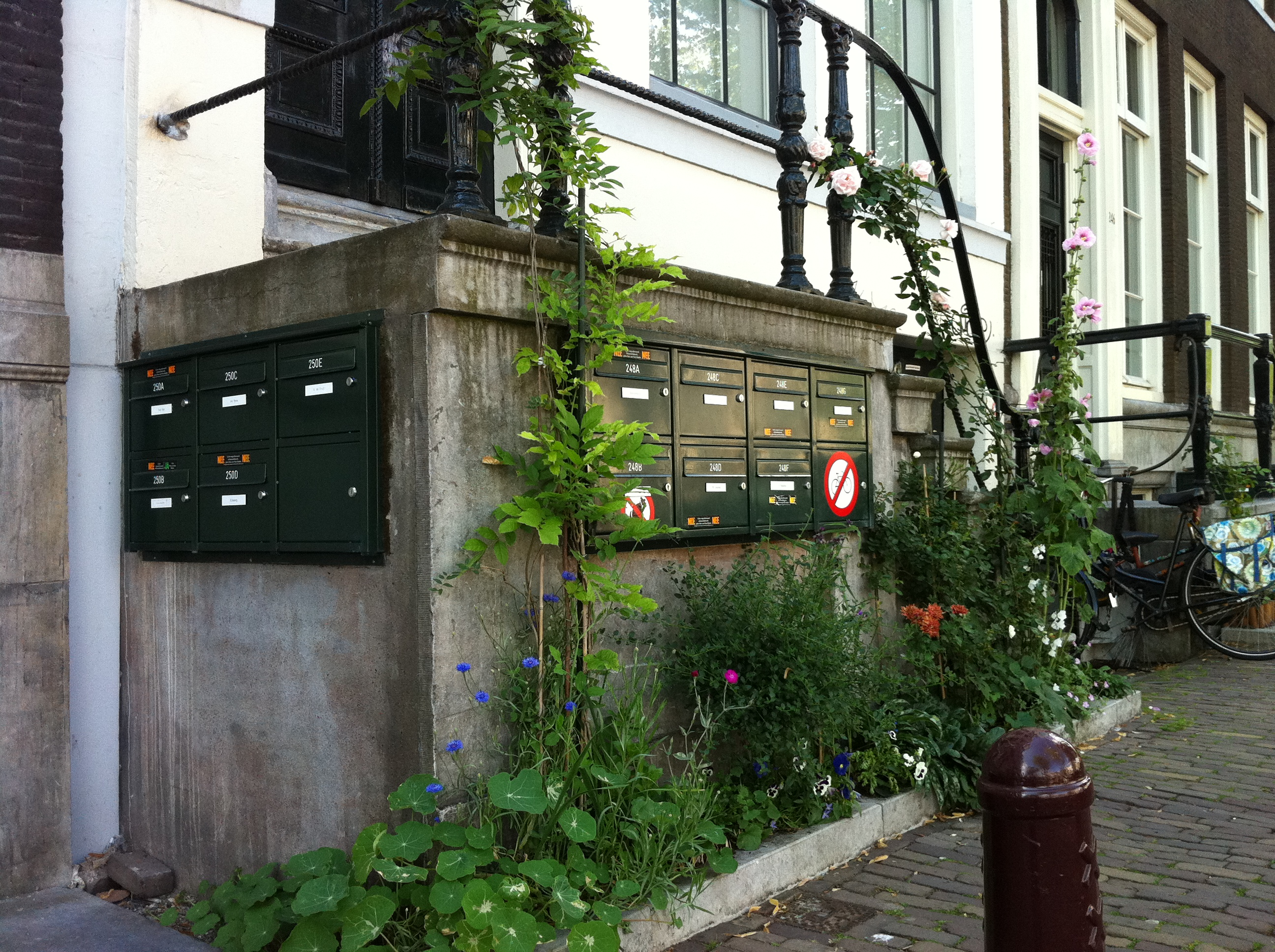
Brievenbussen getuigen van de vele woningen in het complex

De bedoeling was dat de gemeente opgekochte kraakpanden tijdelijk in beheer zou nemen en daarna zou overdragen aan een Amsterdamse woningbouwvereniging. Dat proces verliep echter niet voorspoedig en de gemeente bleef met De Groote Keijser zitten. Het Gemeentelijk Woningbedrijf Amsterdam moest het pand geschikt maken voor bewoning in onder meer hateenheden en het beheer op zich nemen. Het Woningbedrijf maakte de panden geschikt voor bewoning met 15 tweepersoonseenheden met gemeenschappelijke voorzieningen, 22 eenpersoonseenheden met gemeenschappelijke voorzieningen en twee eenpersoonseenheden met zelfstandige voorzieningen. Sindsdien zijn in de panden ook woongroepen gevestigd.
Het Woningbedrijf werd in 1994 geprivatiseerd in de Stichting Het Woningbedrijf Amsterdam. Tussen 2004 en 2014 fuseerde deze stichting met woningcorporaties in Amsterdam, Almere, Haarlem, Haarlemmermeer, Noord-Kennemerland en Weesp tot de huidige Stichting Ymere, waardoor een van de grootste woningcorporaties van Nederland ontstond.

## Archeologische vondst
Bij werkzaamheden aan de panden in april 2006 werden een dubbele waterkelder en een beerput aangetroffen. Op de bodem van de beerput van Keizersgracht 244 was nog een restant van huishoudelijk afval aanwezig uit de periode 1675-1750.

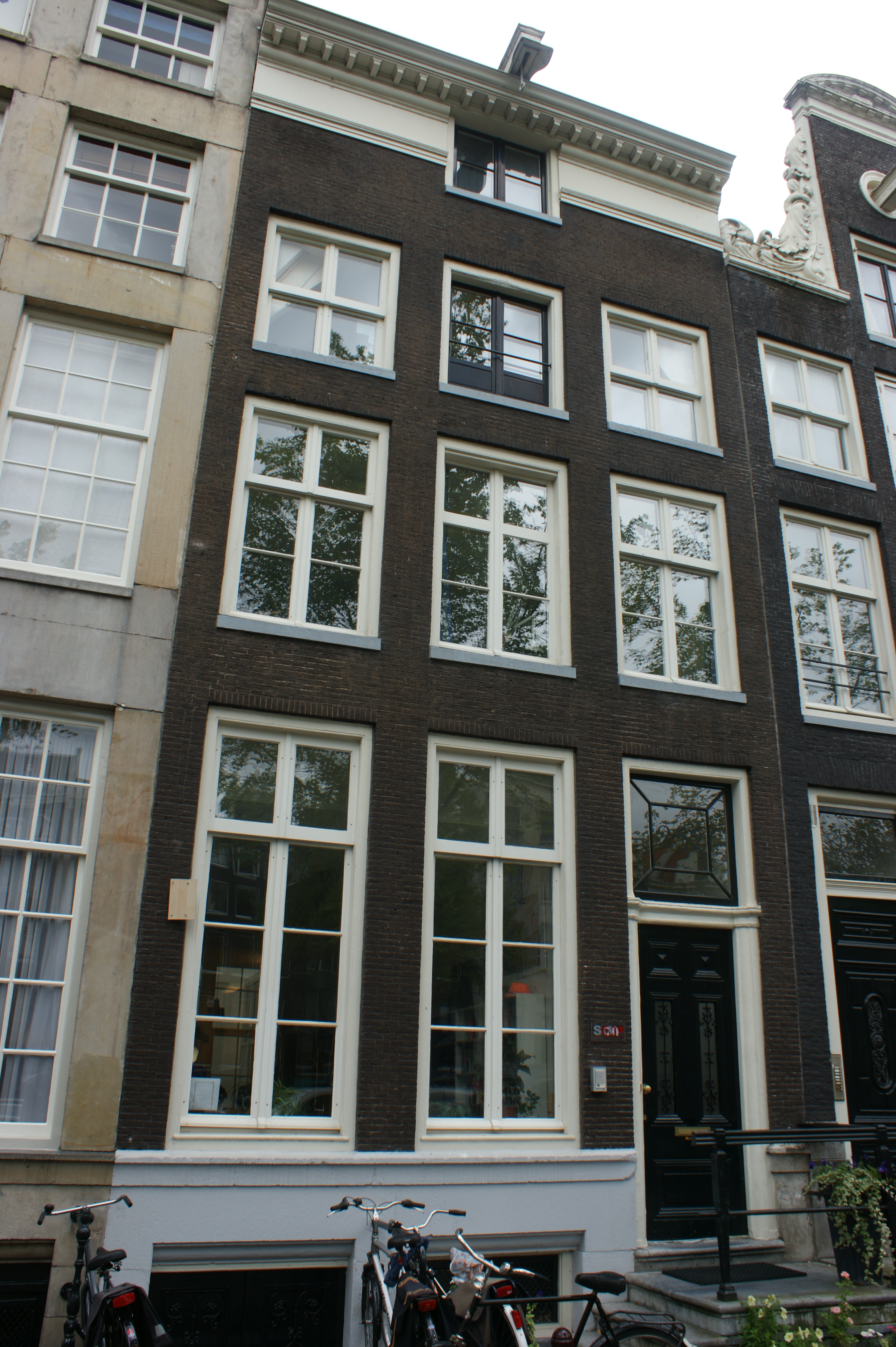
Keizersgracht 252
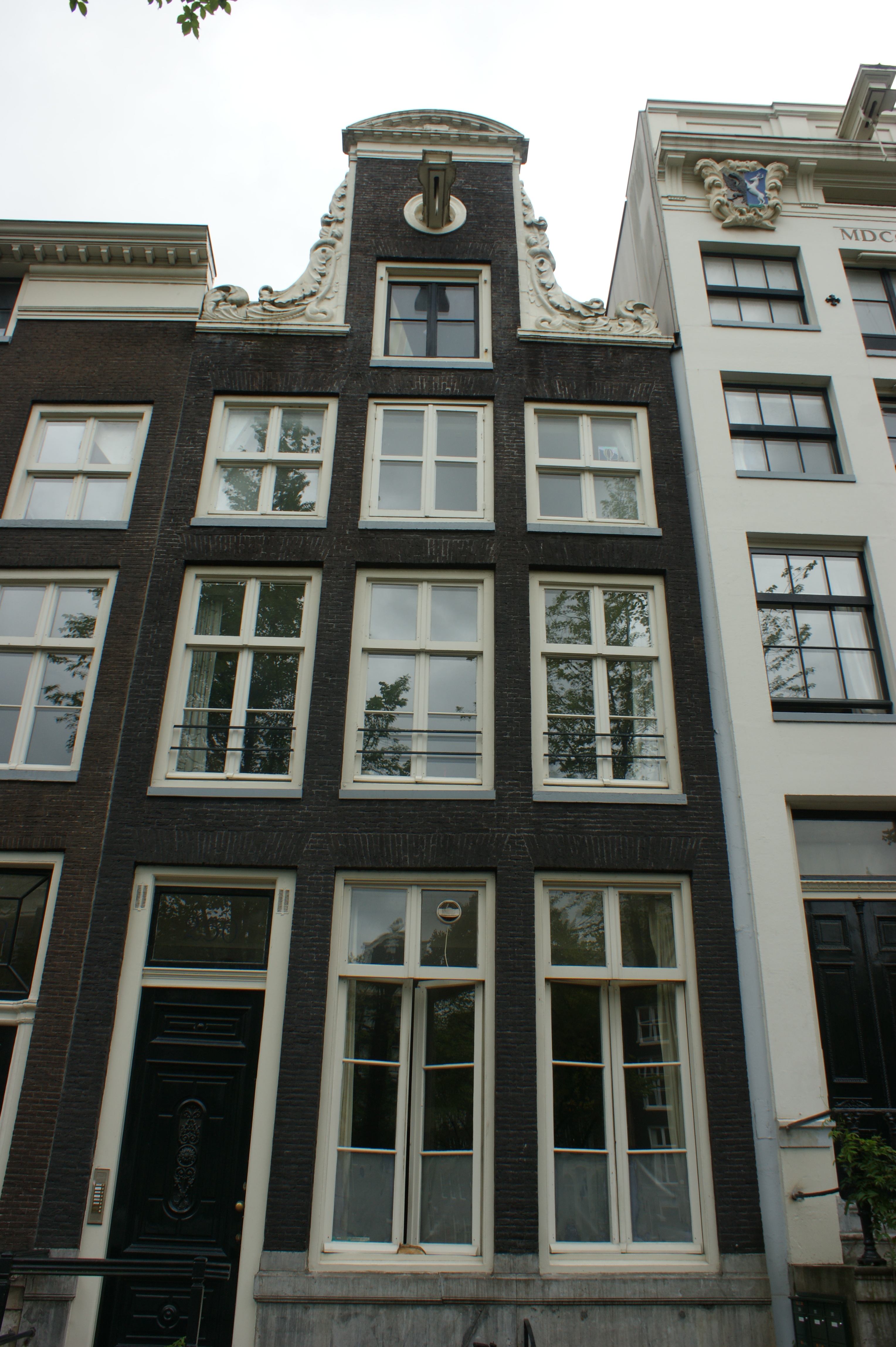
Keizersgracht 250
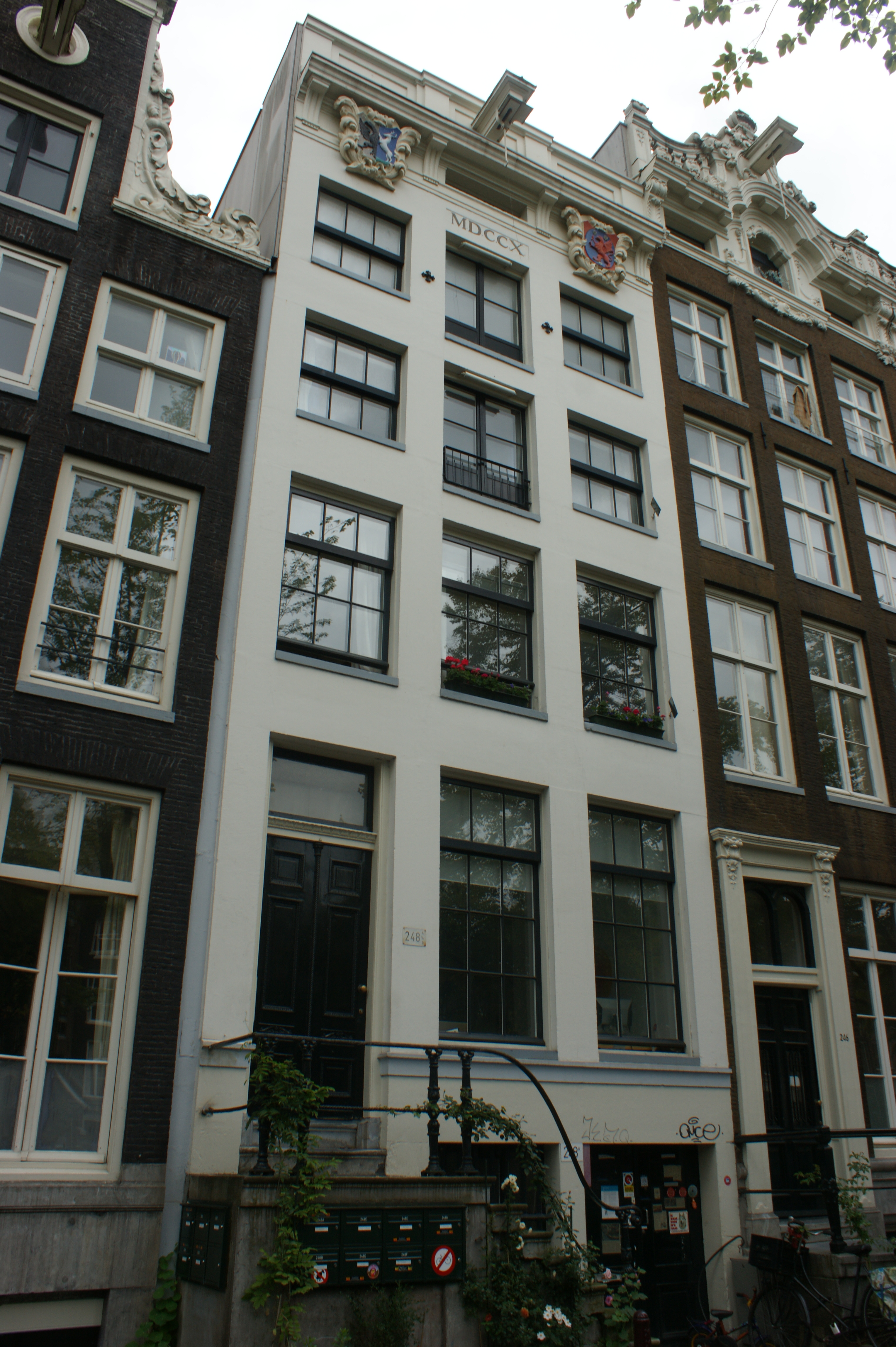
Keizersgracht 248
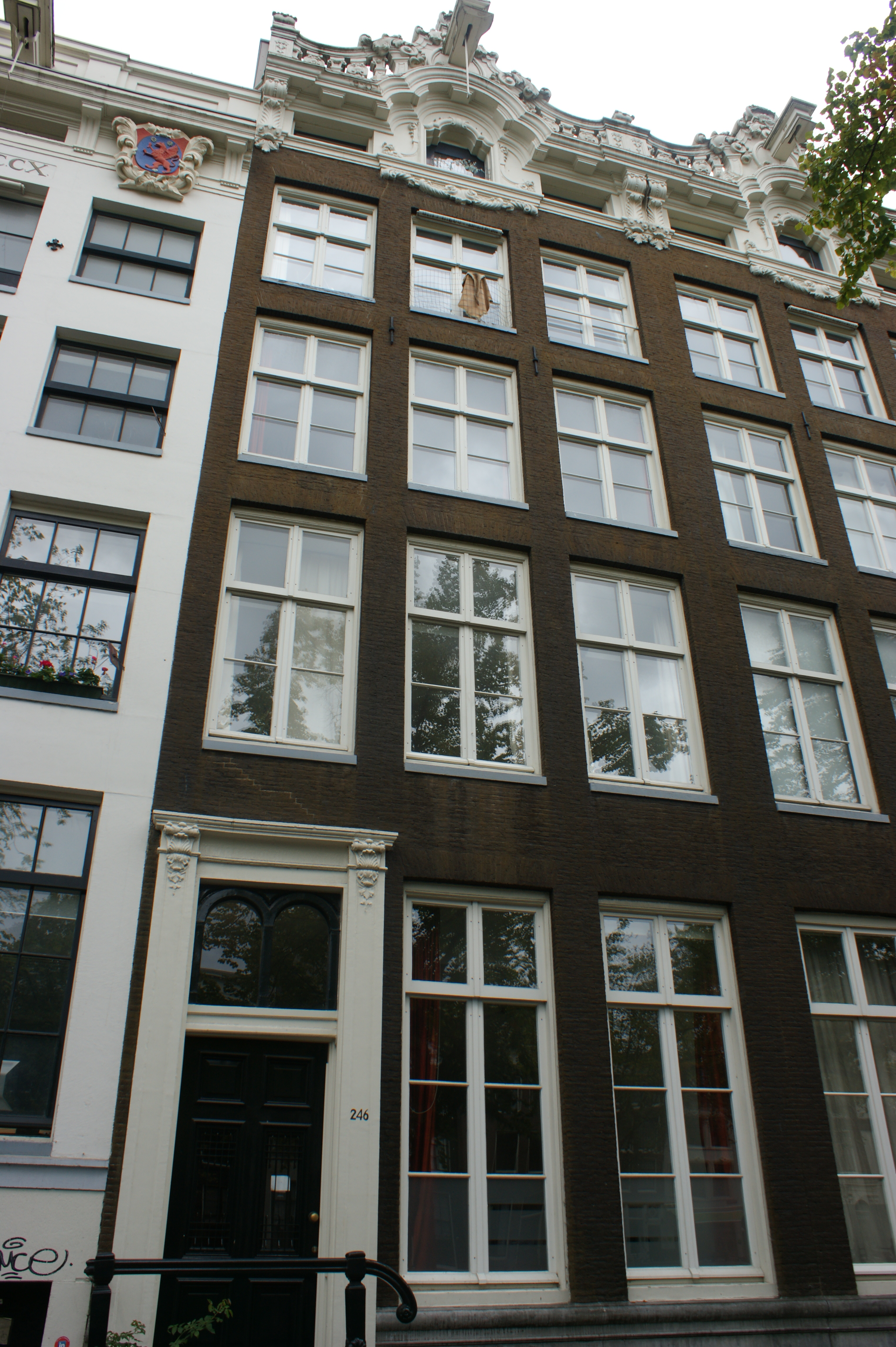
Keizersgracht 246
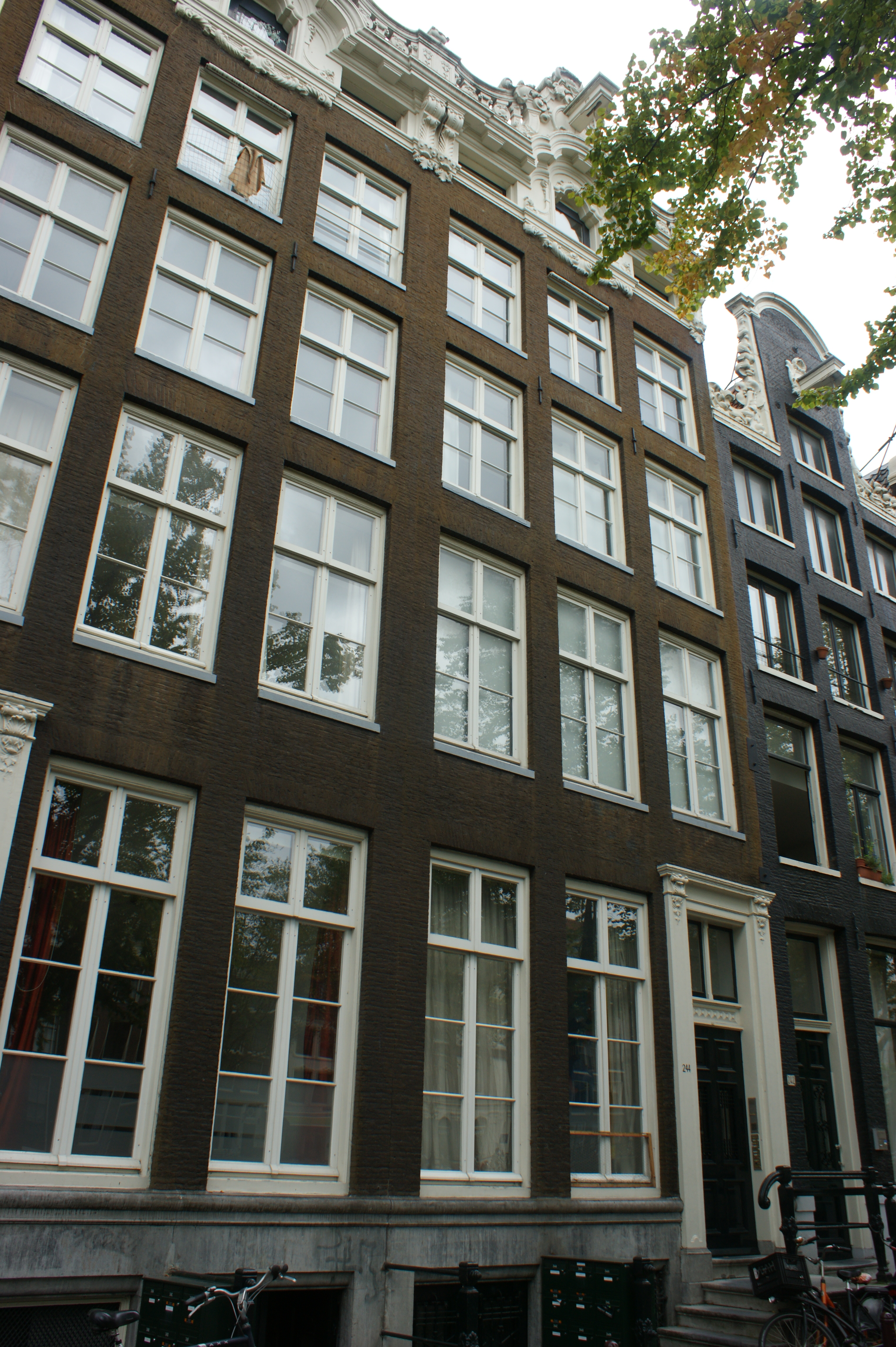
Keizersgracht 244
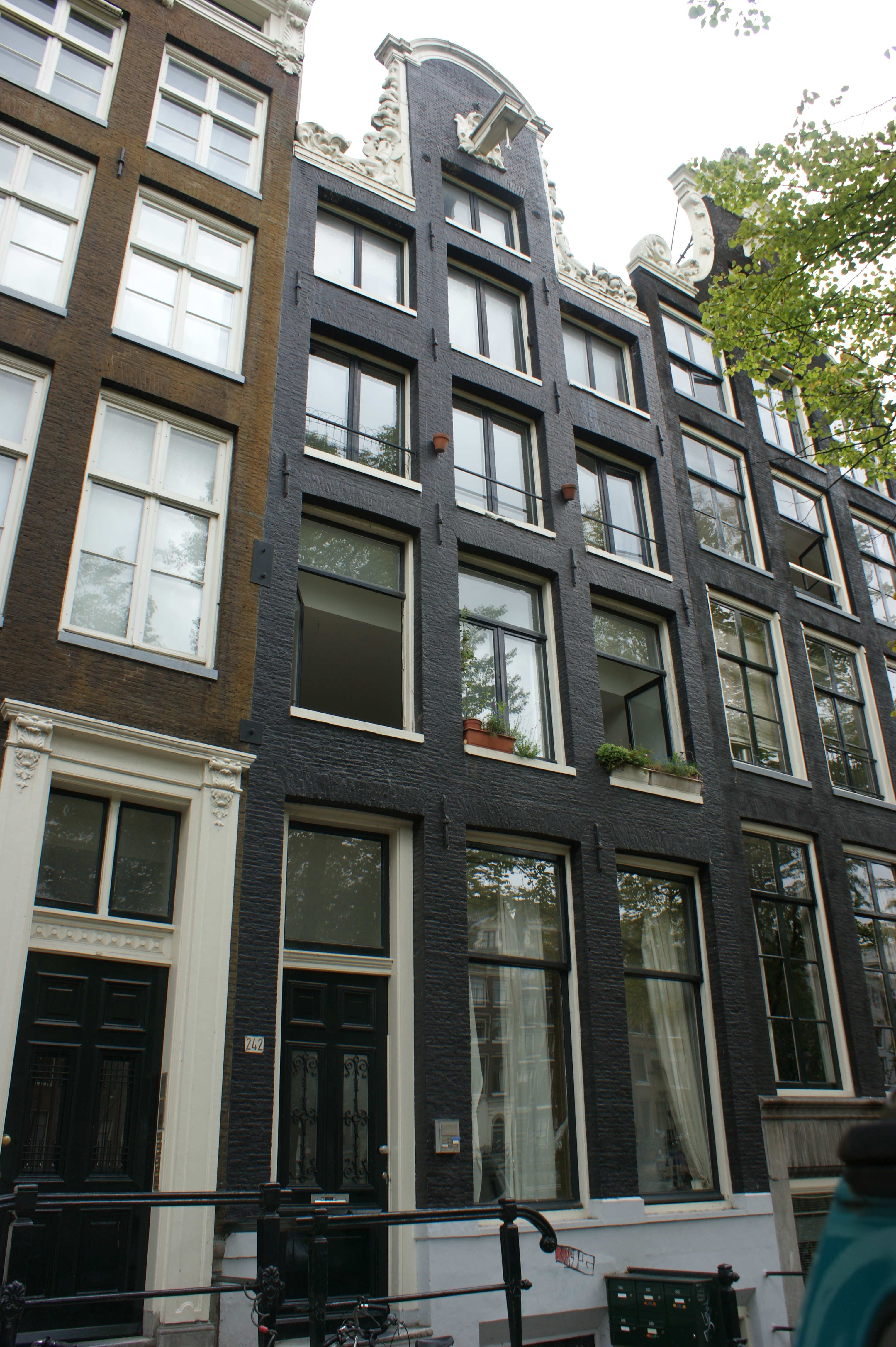
Keizersgracht 242